# PS/1
IBM PS/1（IBMぴーえすわん、英語: IBM Personal System/1）は、IBMが1990年から発売した、個人向けのパーソナルコンピュータのシリーズ。なお、日本では発売されず、代わりにIBM PS/Vが発売された。

## 呼称
主にビジネス向けの上位シリーズであるIBM PS/2に対して、「IBM PS/1」とネーミングされた。PS/2は本来は、OS/2などと同様に「次世代」の意味で「/2」を付けたが、下位シリーズの「PS/1」の登場により、結果的に「IBMが従来シリーズ(PC/AT系、オープン路線)へ回帰した」ネーミングとなった。

## 概要
IBMはPS/2シリーズで、主力モデルはMicro Channel Architecture(MCA、なお一部モデルはATバス)に移行したが、PS/1は全てATバスである。特徴として、初期の2モデルではPC DOS のROM版を搭載した。高機能・高品質よりは、低価格・簡単を重視したシリーズである。PS/1（および日本のPS/V）の後継機種は、Aptivaである。

## モデル
- 2011 CRT一体型（CPU 80286-10MHz、PC DOS 4.0 ROM版）
- 2121 CRT一体型（CPU 80386SX-16MHz、PC DOS 4.0 ROM版）
- 2123 デスクトップ
- 2133 デスクトップ
- 2155 デスクトップ（CPU 80486SX-25MHz、IBM DOS / Windows 3.1）
- 2168 タワー型

## 関連
- PC/AT互換機
- IBM PS/2
- Aptiva